# コスモメドウ
コスモメドウとはアイルランドで生産され、日本で調教を受けた競走馬である。2011年ダイヤモンドステークスの優勝馬。

## 戦績

### 2-3歳（2009年-2010年）
2009年12月20日の新馬戦でデビュー。16頭立ての14番人気とまったく注目されていなかったが、5着と好走する。好走はするもののなかなか勝てず、初勝利は6戦目となる2010年4月4日の未勝利戦だった。その後9月と11月に条件戦で勝利している。

### 4歳（2011年）
条件馬であったが格上挑戦で1月5日の万葉ステークスに出走し、モンテクリスエスを2馬身抑えて優勝する。続くダイヤモンドステークスにも優勝し、重賞初挑戦初勝利となった。2着にはコスモヘレノスが入っており、同馬主による1-2フィニッシュだった。次走阪神大賞典では1番人気に支持されたが、先行するナムラクレセントをとらえることができず、3馬身1/2差の2着に敗れた。天皇賞（春）に8枠18番から挑戦したが、2周目の第3コーナーをすぎてから失速し、最後の直線で故障を発生し競走中止した。診断の結果、両前脚の繋靭帯を断裂しており、予後不良と診断され、安楽死処分となった。

## 競走成績
| 年月日     | 競馬場 | 競走名        | 格       | 頭数 | オッズ （人気） | オッズ （人気） | 着順 | 騎手           | 斤量 | 距離（馬場）  | タイム （上り3F） | タイム 差 | 勝ち馬/（2着馬）     |
| ---------- | ------ | ------------- | -------- | ---- | --------------- | --------------- | ---- | -------------- | ---- | ------------- | ----------------- | --------- | -------------------- |
| 2009.12.20 | 中山   | 2歳新馬       |          | 16   | 92.6            | （14人）        | 5着  | A.クラストゥス | 55   | 芝1600m（良） | 1:37.5 (36.4)     | -0.3      | アースステップ       |
| 2010.01.05 | 中山   | 3歳未勝利     |          | 14   | 18.1            | 0（9人）        | 3着  | A.クラストゥス | 56   | 芝2000m（良） | 2:02.2 (36.7)     | -0.1      | エーブチェアマン     |
| 0000.01.17 | 中山   | 3歳未勝利     |          | 16   | 14.5            | 0（7人）        | 3着  | 石橋脩         | 56   | 芝2000m（良） | 2:03.0 (35.8)     | -0.2      | クォークスター       |
| 0000.02.13 | 東京   | 3歳未勝利     |          | 16   | 09.4            | 0（5人）        | 4着  | 松岡正海       | 56   | 芝1800m（稍） | 1:49.9 (35.2)     | -0.7      | ゲームマエストロ     |
| 0000.03.07 | 中山   | 3歳未勝利     |          | 15   | 03.3            | 0（1人）        | 2着  | 松岡正海       | 56   | 芝2200m（重） | 2:21.5 (37.8)     | -0.1      | ノーザンリバイブ     |
| 0000.04.04 | 中山   | 3歳未勝利     |          | 18   | 03.7            | 0（1人）        | 1着  | 松岡正海       | 56   | 芝2200m（良） | 2:15.9 (35.6)     | -0.2      | （ゴートゥザミラノ） |
| 0000.04.17 | 中山   | 山藤賞        | 500万下  | 11   | 07.4            | 0（4人）        | 3着  | 松岡正海       | 56   | 芝2000m（不） | 2:09.1 (35.9)     | -0.0      | アロマカフェ         |
| 0000.08.14 | 札幌   | 知床特別      | 500万下  | 12   | 09.5            | 0（3人）        | 8着  | 丹内祐次       | 54   | 芝2000m（良） | 2:02.3 (35.8)     | -0.9      | ブルーミングアレー   |
| 0000.09.04 | 札幌   | 富良野特別    | 500万下  | 14   | 05.6            | 0（4人）        | 5着  | 丹内祐次       | 54   | 芝2600m（良） | 2:43.0 (38.0)     | -0.4      | マストハブ           |
| 0000.09.18 | 札幌   | 積丹特別      | 500万下  | 12   | 09.8            | 0（4人）        | 1着  | 丹内祐次       | 54   | 芝2600m（良） | 2:44.1 (36.5)     | -0.0      | (ファイアレッド)     |
| 0000.11.17 | 福島   | 磐梯山特別    | 1000万下 | 9    | 05.0            | 0（2人）        | 1着  | 丹内祐次       | 54   | 芝2600m（良） | 2:41.9 (34.3)     | -0.3      | （サクラキングオー） |
| 0000.12.12 | 阪神   | オリオンS     | 1600万下 | 17   | 06.5            | 0（4人）        | 8着  | 和田竜二       | 54   | 芝2400m（良） | 2:27.9 (35.3)     | -0.9      | ビートブラック       |
| 2011.01.05 | 京都   | 万葉S         | OP       | 12   | 08.8            | 0（5人）        | 1着  | 和田竜二       | 51   | 芝3000m（良） | 3:08.5 (35.2)     | -0.3      | （モンテクリスエス） |
| 0000.02.19 | 東京   | ダイヤモンドS | GIII     | 16   | 06.7            | 0（2人）        | 1着  | A.クラストゥス | 53   | 芝3400m（良） | 3:31.9 (34.7)     | -0.3      | （コスモヘレノス）   |
| 0000.03.20 | 阪神   | 阪神大賞典    | GII      | 13   | 02.9            | 0（1人）        | 2着  | 松岡正海       | 56   | 芝3000m（良） | 3:05.0 (35.7)     | -0.6      | ナムラクレセント     |
| 0000.05.01 | 京都   | 天皇賞（春）  | GI       | 12   | 32.6            | （10人）        | 中止 | 丹内祐次       | 58   | 芝3200m（稍） | 競走中止          |           | ヒルノダムール       |

## 血統表
| コスモメドウの血統ミスタープロスペクター系 / Northern Dancer 5×3×5=18.75%、Native Dancer 5×5×5=9.38%、Special 5×4=9.38% | コスモメドウの血統ミスタープロスペクター系 / Northern Dancer 5×3×5=18.75%、Native Dancer 5×5×5=9.38%、Special 5×4=9.38% | コスモメドウの血統ミスタープロスペクター系 / Northern Dancer 5×3×5=18.75%、Native Dancer 5×5×5=9.38%、Special 5×4=9.38% | （血統表の出典）      | （血統表の出典）    |
| 父 King's Best 1997 鹿毛 アメリカ                                                                                       | 父の父Kingmambo 1990 鹿毛 アメリカ                                                                                      | Mr. Prospector | Raise a Native        | Raise a Native      |
| 父 King's Best 1997 鹿毛 アメリカ                                                                                       | 父の父Kingmambo 1990 鹿毛 アメリカ                                                                                      | Mr. Prospector | Gold Digger           |                     |
| 父 King's Best 1997 鹿毛 アメリカ                                                                                       | 父の父Kingmambo 1990 鹿毛 アメリカ                                                                                      | Miesque | Nureyev               | Nureyev             |
| 父 King's Best 1997 鹿毛 アメリカ                                                                                       | 父の父Kingmambo 1990 鹿毛 アメリカ                                                                                      | Miesque | Pasadoble             |                     |
| 父 King's Best 1997 鹿毛 アメリカ                                                                                       | 父の母Allegretta 1978 栗毛 イギリス                                                                                     | Lombard | Agio                  | Agio                |
| 父 King's Best 1997 鹿毛 アメリカ                                                                                       | 父の母Allegretta 1978 栗毛 イギリス                                                                                     | Lombard | Promised Lady         |                     |
| 父 King's Best 1997 鹿毛 アメリカ                                                                                       | 父の母Allegretta 1978 栗毛 イギリス                                                                                     | Anatevka | Espresso              | Espresso            |
| 父 King's Best 1997 鹿毛 アメリカ                                                                                       | 父の母Allegretta 1978 栗毛 イギリス                                                                                     | Anatevka | Almyra                |                     |
| 母 Angel of The Gwaun 1999 鹿毛 アイルランド                                                                            | 母の父Sadler's Wells 1981 鹿毛 アメリカ                                                                                 | Northern Dancer | Nearctic              | Nearctic            |
| 母 Angel of The Gwaun 1999 鹿毛 アイルランド                                                                            | 母の父Sadler's Wells 1981 鹿毛 アメリカ                                                                                 | Northern Dancer | Natalma               |                     |
| 母 Angel of The Gwaun 1999 鹿毛 アイルランド                                                                            | 母の父Sadler's Wells 1981 鹿毛 アメリカ                                                                                 | Fairy Bridge | Bold Reason           | Bold Reason         |
| 母 Angel of The Gwaun 1999 鹿毛 アイルランド                                                                            | 母の父Sadler's Wells 1981 鹿毛 アメリカ                                                                                 | Fairy Bridge | Special               |                     |
| 母 Angel of The Gwaun 1999 鹿毛 アイルランド                                                                            | 母の母Ballerina 1991 青鹿毛 アイルランド                                                                                | *ダンシングブレーヴ | Lyphard               | Lyphard             |
| 母 Angel of The Gwaun 1999 鹿毛 アイルランド                                                                            | 母の母Ballerina 1991 青鹿毛 アイルランド                                                                                | *ダンシングブレーヴ | Navajo Princess       |                     |
| 母 Angel of The Gwaun 1999 鹿毛 アイルランド                                                                            | 母の母Ballerina 1991 青鹿毛 アイルランド                                                                                | Dancing Shadow | *ダンサーズイメージ   | *ダンサーズイメージ |
| 母 Angel of The Gwaun 1999 鹿毛 アイルランド                                                                            | 母の母Ballerina 1991 青鹿毛 アイルランド                                                                                | Dancing Shadow | Sunny Valley F-No.1-l |                     |

### 血統背景
- 父キングズベスト、母の父サドラーズウェルズは同世代のダービーステークス優勝馬ワークフォースと同じ配合。
- 3代母Dancing Shadowの子孫にブリーダーズカップ・ターフなどG1競走4勝のコンデュイット、2011年優駿牝馬優勝馬エリンコート、2015年毎日杯優勝馬ミュゼエイリアンがいる。
- 4代母Sunny Valleyの産駒にG1競走3勝のサンプリンセスがおり、同馬から発展した牝系にはフサイチコンコルドやアンライバルドといったバレークイーンの一族がいる。詳細はバレークイーン#その他の近親を参照。